# Pražská pálená
Pražská pálená — концертный альбом чешского исполнителя Яромира Ногавицы, издан в 2006 году.

## Об альбоме
Pražská pálená свободно распространяется через Интернет. Альбом был записан на концертах в Праге с 15 по 26 января 2006 г. На сайте музыканта был создан специальный раздел, где после каждого концерта появлялись новые песни для загрузки. Там же был объявлен конкурс на лучшую обложку для альбома. Обложка была выбрана с помощью онлайн-голосования из 114 вариантов, отправленных на конкурс. Автором победившей работы является профессиональный иллюстратор Войтех Юрик, более известный как Vhrsti.
Последний трек, «Honzíkova cesta», является одним из немногих инструментальных треков Ногавицы, поскольку не содержит слов, и был записан во время саундчека перед одним из концертов. В отличие от других композиций, «Honzíkova cesta» стала доступна для загрузки не на следующий день после концерта, а только 7 февраля 2006 г., в качестве бонус-трека к альбому. В тот же день были опубликованы окончательные версии других песен в форматах MP3 и WMA. Песни «To co nemám nemůžu ti dát» и «Cyklistika» были также записаны во время саундчека перед соответствующими концертами.
Примечательно, что до выхода этой записи Ногавица говорил, что песня «Pane prezidente» не будет издана ни на одном из альбомов. Несмотря на это, она, как и многие другие ранее не издававшиеся песни, вошла в список композиций «Pražská pálená», кроме того её можно услышать на двойном концертном CD Jarek Nohavica a přátelé, вышедшем в 2014 году.

## Список композиций
1. «Stanice Jiřího z Poděbrad» — 2:31
(Divadlo pod Palmovkou, 15.1.2006)
2. «Hvězda» — 2:53
(Divadlo pod Palmovkou, 15.1.2006)
3. «Nechte to koňovi» — 2:40
(Klub Mlejn, 16.1.2006)
4. «Ragby» — 2:54
(Klub Mlejn, 16.1.2006)
5. «Kdyby» — 1:48
(Švandovo divadlo, 17.1.2006)
6. «Moje milá dej mi ještě šanci» — 2:24
(Švandovo divadlo, 17.1.2006)
7. «To nechte být» — 2:43
(Palác Akropolis, 18.1.2006)
8. «Svět je malý pomeranč» — 2:25
(Palác Akropolis, 18.1.2006)
9. «To co nemám nemůžu ti dát» — 2:08
(Divadlo Na Fidlovačce, саундчек, 22.1.2006)
10. «V bufetě na stojáka» — 2:51
(Branicke divadlo, 19.1.2006)
11. «Píseň o té revoluci 1848» — 4:02
(Aula FF UK, 20.1.2006)
12. «Bahama rum» — 1:54
(Aula FF UK, 20.1.2006)
13. «Staré dobré časy» — 3:35
(Divadlo Na Fidlovačce, 22.1.2006)
14. «Zestárli jsme lásko» — 3:03
(Divadlo Na Fidlovačce, 22.1.2006)
15. «Ranní hygiena» — 2:19
(KD Gong, 23.1.2006)
16. «Dívky v šatech z krepdešínu» — 3:09
(KD Gong, 23.1.2006)
17. «Halelujá» — 5:10
(Lucerna, 24.1.2006)
18. «Cyklistika» — 4:34
(Divadlo Kalich, саундчек, 25.1.2006)
19. «Natáh jsem sadu nových strun» — 4:15
(Divadlo Kalich, 25.1.2006)
20. «Život» — 1:41
(Divadlo Kalich, 25.1.2006)
21. «Pavilon č.5» — 3:13
(KC Novodvorská, 26.1.2006)
22. «Pane prezidente» — 3:40
(KC Novodvorská, 26.1.2006)
23. «Honzíkova cesta» — 1:41
(Lucerna, саундчек, 24.1.2006)